# Maagau
Maagau ou Maagu est une petite île inhabitée des Maldives. C'est une des nombreuses îles-hôtel des Maldives, abritant le Baglioni Resort Maldives. 

## Géographie
Maagau est située dans le centre des Maldives, au Nord de l'atoll Nilandhe Sud, dans la subdivision de Dhaalu. 